# Mereczowszczyzna

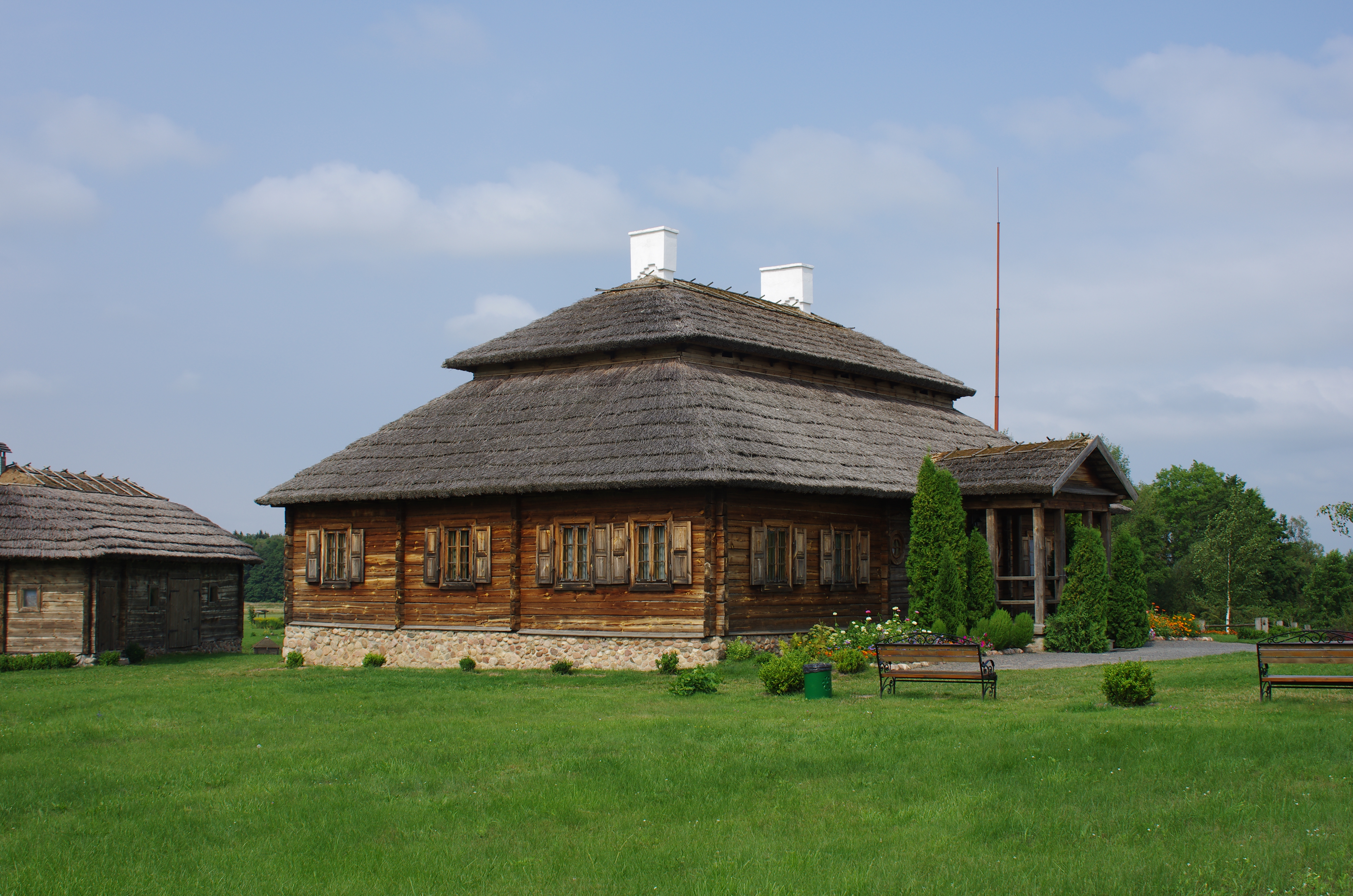
Casa de Kościuszko.

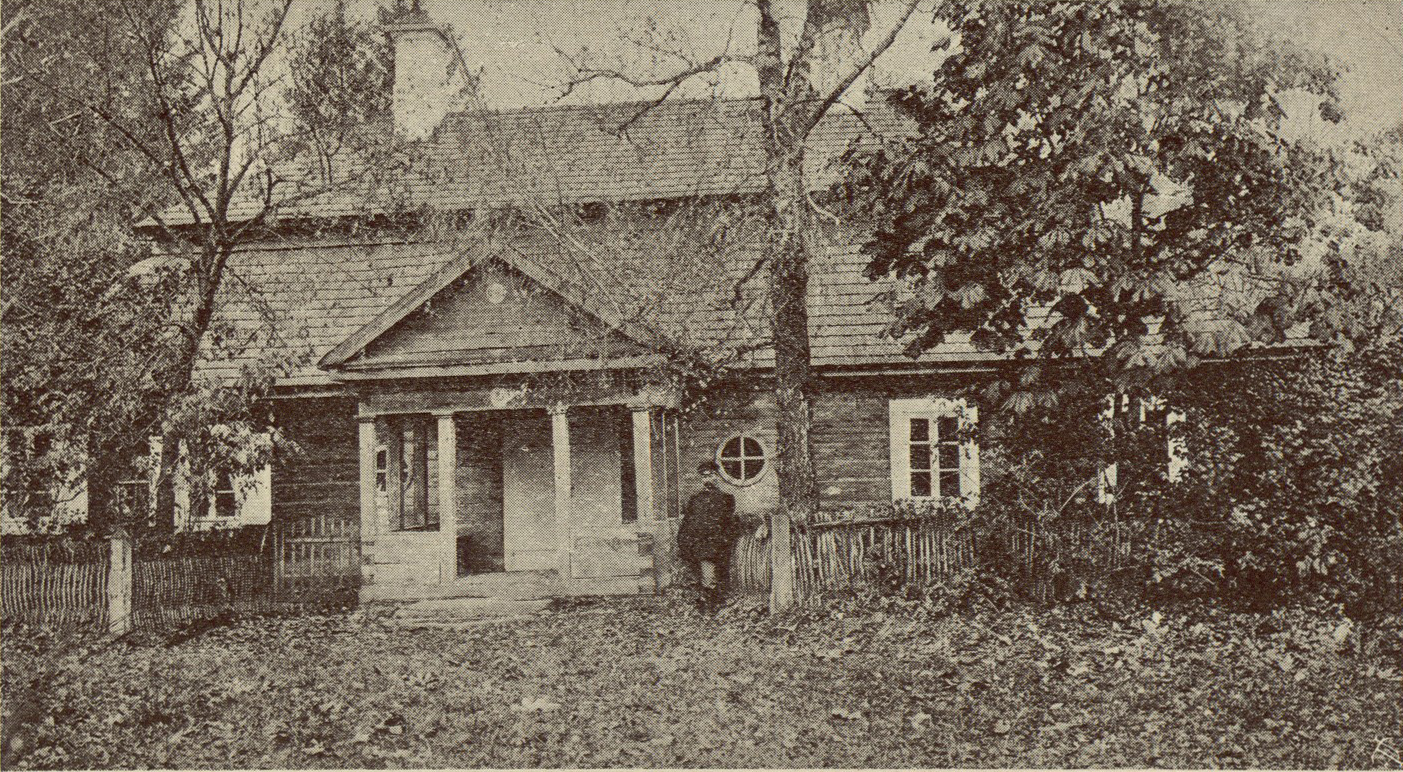
Foto de la antigua casa en 1907.

Mereczowszczyzna (en bielorruso: Мерачоўшчына, en polaco: Mereczowszczyzna, en lituano: Meračiauščina) es una antigua casa solariega cerca de Kosava en el raión de Ivacevičy, región de Brest, Bielorrusia (Gran Ducado de Lituania en su momento). Es conocida como el lugar de nacimiento del héroe bielorruso, estadounidense, polaco y lituano Tadeusz Kościuszko, en 1746. Hay un museo sobre Kościuszko en la casa solariega reconstruida de su nacimiento.

## Historia
En la primera mitad del siglo XVIII, el folwark de Mereczowszczyzna pertenecía a la familia Sapieha, y hasta las Particiones de Polonia formaba parte del voivodato de Brzesc del Gran Ducado de Lituania. En 1733, el pueblo se convirtió en propiedad de Ludwik Tadeusz Kościuszko, que vivió aquí hasta 1764. El 4 de febrero de 1746, Tadeusz Kościuszko nació aquí, en una casa solariega. Después de la tercera partición de Polonia (1795), la aldea quedó bajo el control del Imperio ruso, donde permaneció hasta 1916. Entre 1918 y 1939, perteneció a la Segunda República Polaca. En septiembre de 1939 fue ocupada por la Unión Soviética durante la invasión soviética de Polonia durante la Segunda Guerra Mundial. En 1941 fue ocupada por la Alemania nazi. En 1942, la casa en la que Kościuszko nació y pasó los primeros doce años de su vida, fue incendiada por partisanos soviéticos. Después de la guerra, la aldea permaneció en la Unión Soviética.

## Museo Kościuszko
En 2003, con el apoyo financiero de la Embajada de los Estados Unidos en Minsk, se inició la reconstrucción de la casa. Como se conservaron varias fotos y dibujos del complejo, el trabajo se completó en un año. La casa, basada en las fundaciones del siglo XVIII, se abrió al público en 2004. Junto a la casa de Kościuszko se colocó una gran piedra con una placa que dice en bielorruso: «Aquí, en Merechevschina, nació Andrej Tadeusz Bonawentura Kasciuszka. Fue el gran hijo de la tierra bielorrusa, que se convirtió en héroe de Polonia y Estados Unidos, así como Ciudadano de Honor de Francia».